# Alija Alijagić
Alija Alijagić (Bijeljina, 1896. – Zagreb, 8. ožujka 1922.), bosanskohercegovački je komunist bošnjačkog podrijetla, pripadnik organizacije Crvena pravda, a u povijesti je upamćen kao atentator na jugoslavenskog ministra unutarnjih poslova Milorada Draškovića.

## Životopis
Alija Alijagić rodio se 1896. godine u osiromašenoj bošnjačkoj begovskoj obitelji u Bijeljini. Završio je stolarski zanat i već se u mladosti (sa 16 godina) uključio u sindikalni pokret. Početkom Prvoga svjetskoga rata mobiliziran je u austro-ugarsku vojsku, a tijekom rata kažnjavan je zbog neposluha i prosvjedovanja protiv životnih uvjeta u vojsci. Nakon rata (1919. godine) postaje član Socijalističke radničke partije Jugoslavije, a nakon Obznane stupa u redove ljevičarske terorističke grupe Crvena pravda, koja se zalagala za provođenje terora nad donositeljima antikomunističkih zakona u Kraljevini SHS.
21. srpnja 1921. godine u Delnicama uz pomoć nekoliko drugova izvršava atentat na ministra unutarnjih poslova Kraljevine SHS, Milorada Draškovića. Drašković je bio vrlo tražena meta crvenopravdaških atentatora zbog njegove uloge u donošenju Obznane, kojom je vodstvo Kraljevine SHS zabranilo novonastalu Komunističku partiju Jugoslavije. Alijagić je nakon atentata uhićen i sproveden u Zagreb, u kojemu je 1922. godine osuđen na smrt i obješen 8. ožujka iste godine. Na sudskom su procesu, uz Alijagića, bili optuženi i još neki članovi Crvene pravde, poput Rodoljuba Čolakovića i Nikole Petrovića, koji su bili osuđeni na duge zatvorske kazne.
Alijagićev je grob ubrzo postao okupljalište mladih komunista, pa je kraljevska policija 1925. godine ekshumirala njegovo tijelo i ponovno ga pokopala u selu Turija pokraj Bihaća.
Nakon Drugoga svjetskoga rata po njemu je nazvana jedna ulica u beogradskome naselju Petlovo brdo (u travnju 2005. godine preimenovana u Ulicu Milorada Draškovića) te ulica uz rijeku Savu u Orašju (Kej Alije Alijagića). U Delnicama mu je u drugoj polovici 20. stoljeća podignut spomenik.

## Vanjske poveznice
- Alija Alijagić